# هوارد كلارك كي
هوارد كلارك كي (بالإنجليزية: Howard Clark Kee)‏ هو أكاديمي أمريكي، ولد في 28 يوليو 1920، وتوفي في 2 أبريل 2017.